# Aleksandr Zajcew (chemik)
Aleksandr Michajłowicz Zajcew (ros. Алекса́ндр Миха́йлович За́йцев, ur. 2 lipca 1841 w Kazaniu, zm. 1 września 1910 tamże) – rosyjski chemik, twórca reguły Zajcewa, opisującej reakcje eliminacji w związkach organicznych.

## Życiorys
Urodził się w Kazaniu. Był synem kupca handlującego cukrem oraz herbatą, który to zdecydował iż syn również powinien iść w jego kupieckie ślady. Niemniej na skutek starań ze strony wuja (od strony matki) Zajcew zakwalifikował się na studia ekonomiczne na Kazańskim Uniwersytecie Państwowym. W tym czasie w Rosji funkcjonował kameralizm, co oznaczało iż każdy student prawa oraz ekonomii przed ukończeniem studiów był zobowiązany do odbycia też 2 lat studiów na kierunkach związanych z chemią. W związku z tym Zajcew został skierowany do Aleksandra Michajłowicza Butlerowa.
Na wczesnym etapie współpracy z Zajcewem, Butlerow dostrzegł w swoim studencie znakomitego laboranta chemicznego, zaś jego późniejsze działania wskazywały na świadomość wykładowcy, iż Zajcew okazał się cennym nabytkiem dla rosyjskich przedstawicieli branży obejmującej chemię organiczną.
Gdy zmarł jego ojciec, Zajcew uzyskał dyplom w 1862 roku i niezwłocznie po tym wyruszył do Europy zachodniej w celu kontynuowania studiów. Tam też studia swoje odbywał wraz z Hermannem Kolbe w Marburgu oraz z Charlesem Adolfem Wurtzem w Paryżu. Stało to w bezpośredniej sprzeczności z ówcześnie przyjętymi normami, zgodnie z którymi Zajcew najpierw powinien był zdobyć stopień naukowy kandydata, a następnie powinien był spędzić 2 lub 3 lata na studiach za granicą (tzw. komandirówka) przed powrotem do Rosji, gdyż już jako etatowy asystent laboratoryjny studiujący w ramach doktoratu.
W trakcie studiów odbywanych razem z Kolbem w latach 1862–1864 Zajcew odkrył sulfotlenki oraz sole trialkilosulfonowe. W roku 1864 przeprowadził się do Paryża, gdzie pracował przez rok w laboratorium Wurtza przed powrotem do Marburga w 1865 roku. W tym czasie Kolbe przyjął zaproszenie do Lipska i z tego względu zakończył współpracę z Zajcewem. W związku z tym Zajcew zostawszy bez środków do życia wrócił do Rosji. Po powrocie Zajcew ponownie dołączył do Butlerowa jako nieodpłatny asystent. W trakcie tego etapu swojej kariery Zajcew obronił pracę dyplomową na stopień kandydata.
Zmarł 1 września 1910 roku w Kazaniu.